# Inmigración dominicana en México
Un número considerable de ciudadanos dominicanos de este país transitan por México en su migración hacia los EE. UU. Aunque la comunidad dominicana de residente en México ha crecido enormemente. Según el censo del año 2020 del INEGI, hay 2.849 dominicanos residiendo en México, cuando en 1990 se contabilizaban un poco más de 500 dominicanos en México. Entre ellos beisbolistas de equipos profesionales mexicanos.

## Flujos Migratorios
| 1990 | 566   |
| 2000 | 850   |
| 2010 | 1.265 |
| 2020 | 2.849 |

Fuente: Estadísticas históricas de México 2009

## Dominicanos destacados

### Dominicanos residentes en México
- Vielka Valenzuela, Conductora.
- Andrés García, actor.
- Ramón Glass, Merenguero dominicano en México.
- Margarita Mora, actriz y rumbera del cine mexicano.
- Carlos de la Mota, actor y arquitecto.
- Juan Vidal, actor.
- Enrique Segoviano, actor.
- Marta González Liriano, actriz.
- Carlos Cámara, actor.
- Julio Sabala, Imitador y cantante
- Vielka Valenzuela, Conductora.
- Brígida García Guzmán, socióloga y demógrafa.
- Mario de Jesús Báez, Compositor.
- Pedro Henríquez Ureña, Escritor y ensallista.

### Mexicanos de origen dominicano
- Andrea García, actriz
- Andrés García Jr., actor
- Leonardo García, actor
- Emilio Portes Gil, presidente de México (1928-1930)
- Esmeralda Pimentel, actriz
- Othón P. Blanco, vicealmirante